# HD 98695
HD 98695，又名CP-71 1238，SAO 256828、HR 4389，是一颗恒星，视星等为6.41，位于銀經295.93，銀緯-10.38，其B1900.0坐标为赤經11h 16m 10.8s，赤緯-71° -10.38′ 48″。